# Fritz Wichert

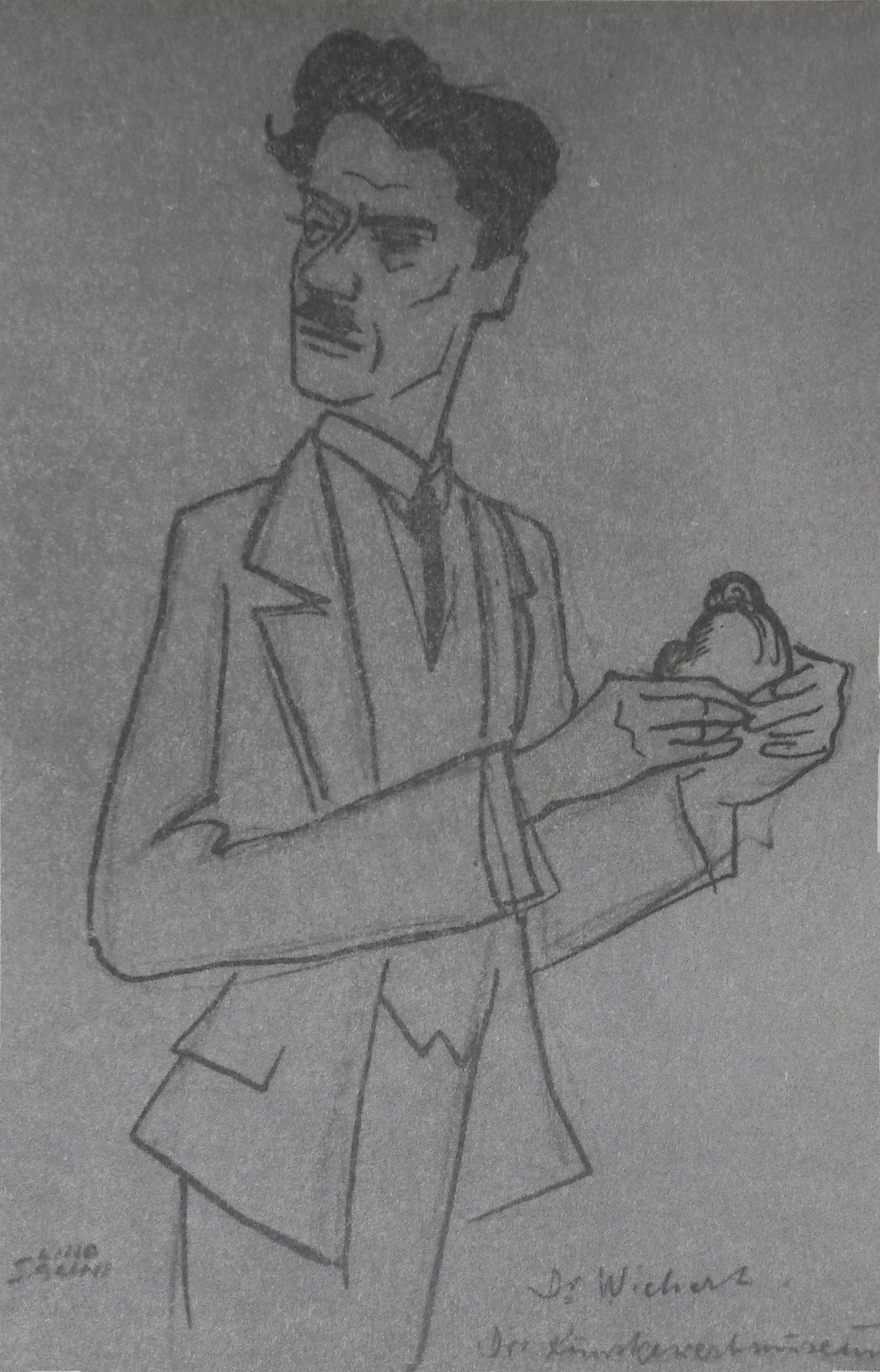
Fritz Wichert, Grafik von Lino Salini

Friedrich Karl Adolf Wichert (* 22. August 1878 in Kastel bei Mainz; † 24. Januar 1951 in Kampen (Sylt)) war ein deutscher Kunsthistoriker. Er war Direktor der Mannheimer Kunsthalle sowie der Städelschule und wirkte auch am Neuen Frankfurt mit.

## Leben
Fritz Wichert wurde 1878 in Kastel geboren und legte 1899 sein Abitur am Realgymnasium in Wiesbaden ab.

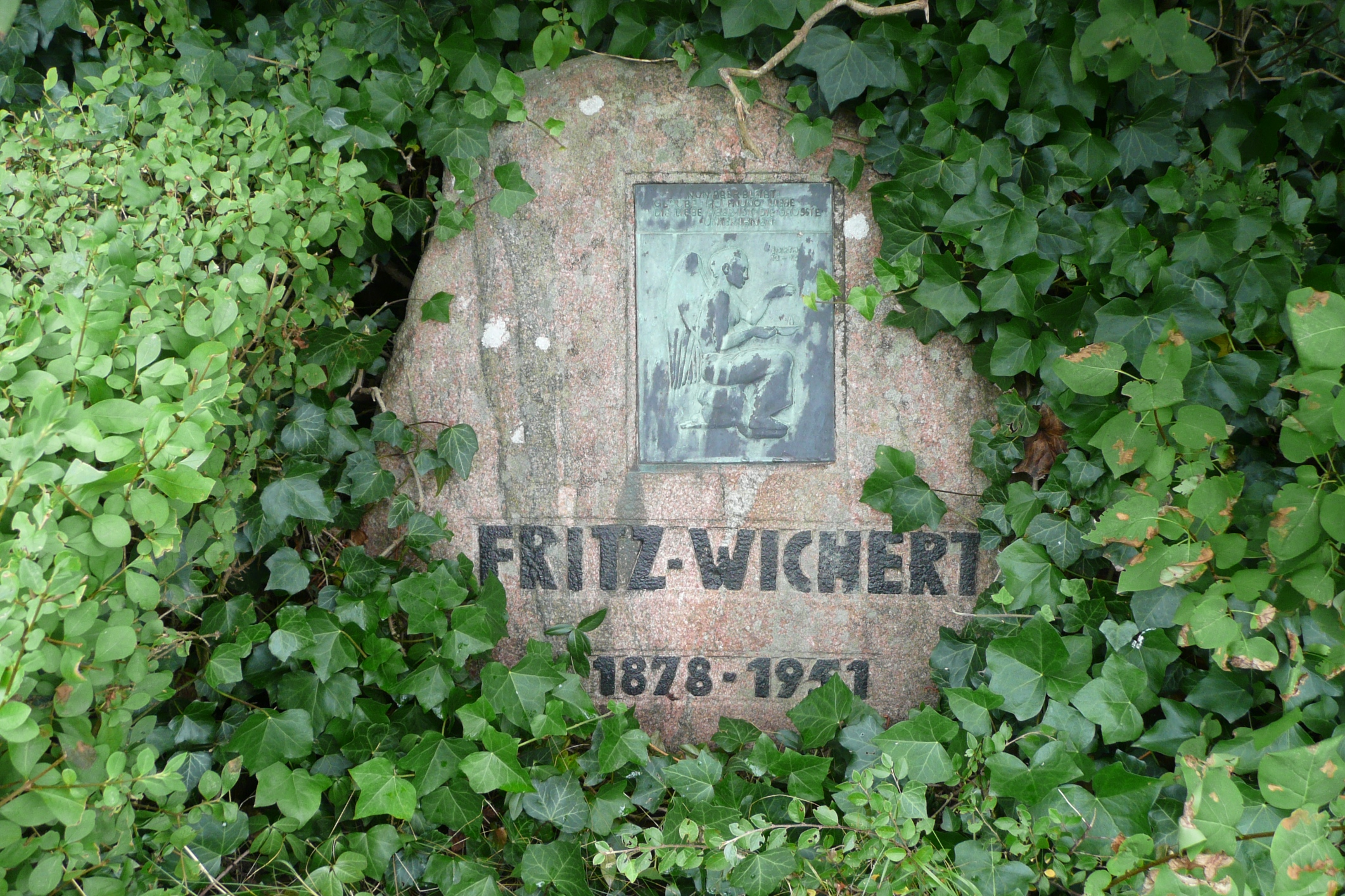
Grabstätte in Keitum auf Sylt (2013)

Er studierte Philosophie und Kunstgeschichte in Basel, Berlin und Freiburg. Er war ein Schüler des Kunsthistorikers Heinrich Wölfflin und arbeitete auch im Kunstreferat der Frankfurter Zeitung. 1907 promovierte er in Freiburg und war anschließend am Städelschen Kunstinstitut in Frankfurt am Main tätig. Bereits 1909 wurde er Direktor der Kunsthalle Mannheim, wo er die Sammlung um Gemälde des 19. Jahrhunderts mit Schwerpunkt auf der französischen Moderne erweiterte. Im Ersten Weltkrieg gehörte Wichert dem diplomatischen Dienst an. Nach dem Krieg kehrte er zur Mannheimer Kunsthalle zurück und legte den Sammelschwerpunkt nun auf die Expressionisten.
1923 berief der ehemalige Mannheimer Stadtsyndikus Ludwig Landmann Wichert als Direktor an die Frankfurter Städelschule. Er gewann Max Beckmann, Adolf Meyer, Richard Scheibe und Willi Baumeister als Lehrer und baute die Schule zu einer der führenden Kunstschulen in Deutschland aus. Gemeinsam mit Albert Windisch trieb er die Zusammenführung der bisherigen Städelschule und der Frankfurter Kunstgewerbeschule voran. Windisch hatte 1924 die Abteilung Typografie und Buchbinderei gegründet und übertrug deren Leitung bereits 1925 an Wichert. Die Abteilung stand in direkter Konkurrenz zur heutigen Hochschule für Gestaltung Offenbach am Main, Wichert verstärkte den Bereich um Paul Renner. Er riet Renner auch, seine Schriftart Futura zu nennen, nach einem Projekt an der Städelschule. Als Mitherausgeber der Zeitschrift das neue frankfurt (neben Ernst May) war Wichert auch formell teilhabend am Neuen Frankfurt. 1933 wurde Wichert von den Nationalsozialisten formell beurlaubt, im Jahr darauf zog er nach Kampen auf Sylt. 1946 wurde er zum Bürgermeister der Gemeinde Kampen gewählt und übte dieses Amt bis 1948 aus.
Sein Nachlass befindet sich im Stadtarchiv Mannheim, Wicherts Grabstätte liegt auf dem Friedhof von St. Severin in Keitum auf Sylt.

## Ehrungen
Der Fritz-Wichert-Ring in Frankfurt-Kalbach-Riedberg wurde im April 2013 nach ihm benannt.

## Schriften
- Fritz Wichert: Die Mannheimer Bewegung. Ein kommunales Gestaltungsideal. In: März, eine Wochenschrift. 7. Jahrgang, Heft 39. März-Verlag, München 27. September 1913, S. 442–456.